# Escuela Gainestown
La Escuela Gainestown es una escuela histórica ubicada en Gainestown, Alabama, Estados Unidos.

## Historia
La institución educativa fue construida en 1919 como una escuela unitaria y actualmente sirve como casa de huéspedes para la Casa Wilson-Finlay ubicada al otro lado de la calle. Fue incluida en el Registro Nacional de Lugares Históricos el 1 de octubre de 1992, debido a su importancia arquitectónica.

## Descripción
La forma es como la de la mayoría de los edificios escolares de finales del siglo XIX en Alabama, es decir, un edificio de un piso con estructura rectangular y techo a dos aguas. Una sola entrada se encuentra en el frente a dos aguas y una fila de ventanas en cada elevación lateral.
El edificio se amplió a dos habitaciones en 1930, con la adición de un ala lateral occidental. El gran ala a dos aguas convirtió la escuela en un edificio en forma de T.